# Michael Geissmayr

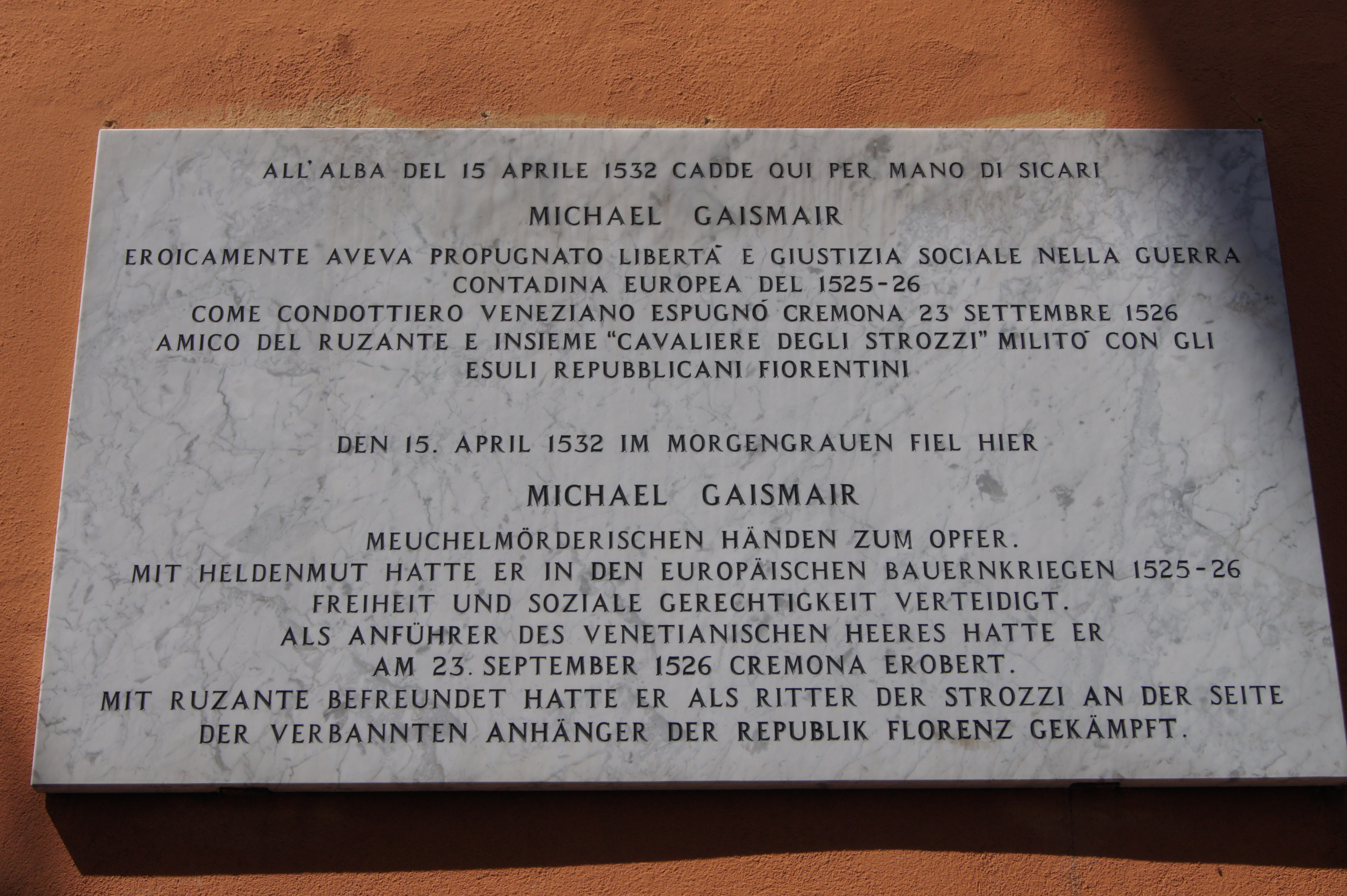
Tablica ku czci Michaela Gaismaira w Padwie

Michael Gaismair, Michael Geissmayr (ur. 1490, zm. 15 kwietnia 1532 w Padwie) – przywódca chłopski, organizator powstania chłopskiego w 1525 roku w Tyrolu w czasie niemieckiej wojny chłopskiej.

## Życiorys
Michael Gaismair urodził się w 1490 roku. Na arenę wielkich wydarzeń wkroczył w 1525 roku. W tym roku stanął na czele buntu chłopskiego spowodowanego wzrostem obciążeń fiskalnych. Incydentem który spowodował wybuch powstania było żądanie uwolnienia z więzienia pewnego rybaka w Brixen. Stojąc na czele chłopów Geissmayr ogłosił tzw. Tiroler Landesordnung będące namiastką konstytucji dla tworzonego w Tyrolu pewnego rodzaju państwa chłopskiego. Zdając sobie sprawę, że powodzenie powstania potrzebuje wsparcia z zewnątrz szukał porozumienia z wrogami Habsburgów, to jest ze Szwajcarami i z Wenecją. Po jego zabójstwie (przez wynajętych morderców) powstanie upadło.